# Contea di Schaumburg
La Contea di Schaumburg fu uno stato del Sacro Romano Impero, nella regione della Bassa Sassonia, presso l'Hannover.

## Storia

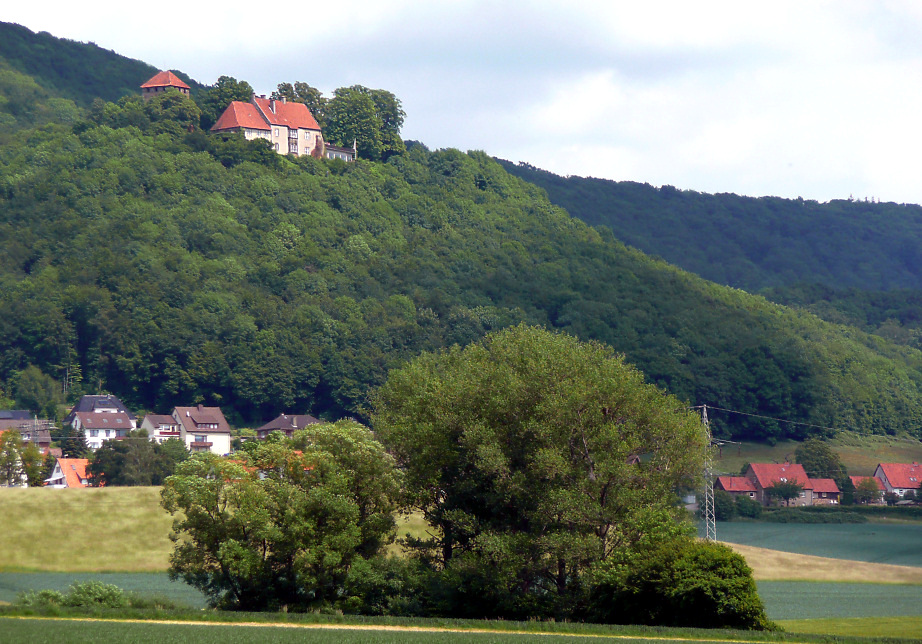
Il Castello di Schaumburg fotografato nel 2009.

La contea di Schaumburg si originò da una contea medievale che venne fondata all'inizio del XII secolo. Essa prendeva il proprio nome dal Castello di Schaumburg presso Rinteln sul fiume Weser dove una famiglia aristocratica si autoproclamò al titolo di signore (e dal 1295 a quello di conte) di Schaumburg. Adolfo I divenne il primo signore di Schauenburg nel 1106.
Nel 1110 Adolfo I venne nominato ufficialmente al suo rango dal duca Lotario di Sassonia che gli affidò le terre di Holstein e Stormarn tra cui Amburgo come feudo. Successivamente la Casata di Schaumburg acquisì anche la sub-contea di Holstein-Pinneberg che mantenne sino al 1640.
Il conte Adolfo IV fu un governante attivo e fondò le città di Stadthagen e Rinteln.
Dal 1500 la Contea di Schaumburg rientrò nella provincia del Basso Reno-Westfalia del Sacro Romano Impero.
Dopo la morte senza figli del conte Ottone V nel 1640, la Casata di Schaumburg si estinse. La contea di Holstein-Pinneberg venne unita al Ducato di Holstein. La contea di Schaumburg propriamente venne divisa tra gli eredi della dinastia dei conti di Schaumburg in tre parti, una incorporata nel Principato di Lüneburg, la seconda andò a formare la contea di Schaumburg-Lippe e la terza continuò a portare il nome di Contea di Schaumburg e venne governata in unione personale dall'Assia-Kassel. Tutte queste tre parti fanno oggi parte dello stato della Bassa Sassonia, le prime due formando il circondario della Schaumburg.

## Conti di Schauenburg
- 1106–1130 Adolfo I
- 1130–1164 Adolfo II
- 1164–1225 Adolfo III
- 1225–1238 Adolfo IV
- 1238–1290 Gerardo I
- 1290–1315 Adolfo VI
- 1315–1354 Adolfo VII
- 1354–1370 Adolfo VIII
- 1370–1404 Ottone I
- 1404–1426 Adolfo IX
- 1426–1464 Ottone II (1400–1464)
- 1464–1474 Adolfo X (1419–1474)
- 1474–1492 Erich (1420–1492)
- 1492–1510 Ottone III (1426–1510)
- 1510–1526 Antonio (1439–1526)
- 1526–1527 Giovanni IV (1449–1527)
- 1527–1531 Giobbe I (1483–1531)
- 1531–1560 Giovanni V (assieme al fratello Ottone IV sino dal 1544)
  - 1531–1581 Giobbe II (ca. 1520–1581) resse la signoria di Gemen
- 1544–1576 Ottone IV (1517–1576), principe-vescovo di Hildesheim nel 1531–1537 col nome di Ottone III, si convertì all'insegnamento di Martin Lutero e divenne protestante nel 1559, governò insieme al fratello Giovanni V sino al 1560
- 1576–1601 Adolfo XI (1547–1601)
- 1601–1622 Ernesto (1569–1622), costruttore del Mausoleo del Principe Ernesto
- 1622–1635 Giobbe Ermanno (1593–1635)
- 1635–1640 Ottone V (1616–1640)